# Billy Milligan
William Stanley Milligan (14 de febrero de 1955 - 12 de diciembre de 2014), también conocido como El violador del campus o Billy Milligan, fue un estadounidense que fue objeto de un caso judicial muy publicitado en Ohio a fines de la década de 1970. Después de haber cometido varios delitos graves, incluido el robo a mano armada, fue arrestado por tres violaciones en el campus de la Universidad Estatal de Ohio. En el curso de la preparación de su defensa, la psicóloga Stella Karolin y la Dra. Dorothy Turner diagnosticaron a Milligan con lo que en ese entonces era trastorno de personalidad múltiple, actualmente trastorno de identidad disociativo. Sus abogados lo buscaron declarar incapaz de enfrentar el juicio o enajenación mental, alegando que dos de sus alters cometieron los crímenes sin que la identidad llamada Billy se diera cuenta. Fue la primera persona diagnosticada con trastorno de identidad disociativo en plantear tal defensa y la primera absuelta de un delito de violación por este motivo, por lo que en lugar de pasar su sentencia en prisión su sentencia fue en hospitales psiquiátricos.
La historia de la vida de Milligan fue popularizada por la galardonada novela testimonio de Daniel Keyes, The Minds of Billy Milligan.

## Primeros años de vida
Milligan nació como William Stanley Morrison el 14 de febrero de 1955 en Miami Beach, hijo de Dorothy Pauline Sands y Johnny Morrison.
Dorothy creció en una zona agrícola de Ohio y vivió en Lancaster con su primer esposo. Se divorciaron y Dorothy finalmente se mudó al área de Miami, donde trabajó como cantante. Allí comenzó a vivir con Johnny Morrison. Dorothy y Morrison tuvieron otros dos hijos: un hijo, Jim, nacido en octubre de 1953, y una hija, Kathy Jo, nacida en diciembre de 1956.
A Morrison se le dificultaba la paternidad y, según Daniel Keyes, "Cubrir los gastos médicos abrumó a Johnny. Pidió más prestado, jugó más, bebió más... Fue hospitalizado por alcoholismo agudo y depresión en... 1958". En lo que parecía ser un intento de suicidio, según Keyes, "Dorothy lo encontró desplomado sobre la mesa, con media botella de whisky escocés y una botella vacía de somníferos en el suelo". Unos meses después de este intento, el 17 de enero de 1959, Johnny se suicidó por envenenamiento con monóxido de carbono.
Dorothy tomó a sus hijos y se alejó de Miami, y finalmente regresó a Lancaster, Ohio. Allí se volvió a casar con su exmarido. Este matrimonio duró alrededor de un año. En 1962 conoció a Chalmer Milligan (1927-1988). La primera esposa de Chalmer, Bernice, se divorció de él por "motivos de negligencia grave". Tenía una hija, Challa, de la misma edad que Billy, y otra hija que era enfermera. Dorothy y Chalmer se casaron en Circleville, Ohio, el 27 de octubre de 1963. Chalmer adoptó a los hijos de Dorothy, cambiando legalmente su apellido de Morrison a Milligan. 

## Arresto
En 1975, Milligan fue encarcelado en la Institución de Lebanon en Ohio por violación y robo a mano armada. Fue puesto en libertad condicional a principios de 1977. En octubre de 1977, Milligan fue arrestado por violar a tres mujeres en el campus de la Universidad Estatal de Ohio. Fue identificado por una de sus víctimas a partir de fotografías policiales existentes de delincuentes sexuales y de huellas dactilares tomadas del automóvil de otra víctima.
Dado que usó un arma durante el crimen y se encontraron armas en un registro de su residencia, también violó su libertad condicional. Fue acusado de "tres cargos de secuestro, tres cargos de robo agravado y cuatro cargos de violación". Fue colocado en la Penitenciaría del Estado de Ohio en espera de juicio.
En el curso de la preparación de su defensa, se sometió a un examen psicológico por parte del Dr. Willis C. Driscoll, quien diagnosticó a Milligan con esquizofrenia aguda. Luego fue examinado por la psicóloga Dorothy Turner del Southwest Community Mental Health Center en Columbus, Ohio. Durante este examen, Turner concluyó que Milligan tenía un trastorno de identidad disociativo. Los defensores públicos de Milligan, Gary Schweickart y Judy Stevenson, alegaron una defensa por enajenación mental, y fue internado por alrededor de 10 años esperando su mejora para enfrentar su propio juicio.

## Encarcelamiento
Milligan fue enviado a una serie de hospitales psiquiátricos estatales, como el Hospital Estatal de Atenas, donde, según su informe, recibió muy poca ayuda. Mientras estuvo en estos hospitales, Milligan informó tener diez alters diferentes. Estos diez eran los únicos conocidos por los psicólogos. Más tarde, se descubrieron 14 alters adicionales, etiquetadas como "los indeseables". Entre los primeros diez estaban Arthur, un inglés remilgado y correcto que era un experto en ciencia, medicina y hematología; Allen, un manipulador; Tommy, escapista y tecnófilo; Ragen Vadascovinich, un comunista yugoslavo que, según Milligan, había cometido los robos con una especie de espíritu de Robin Hood; y Adalana, una lesbiana tímida, solitaria e introvertida de 19 años que cocinaba para todos los alters y ansiaba cariño, y quien presuntamente había cometido las violaciones.
Milligan recibió tratamiento del psiquiatra David Caul MD, quien diagnosticó las 14 identidades adicionales.
En 1986, Milligan había escapado del centro psiquiátrico donde había estado internado. Durante este tiempo, utilizó un alias (Christopher Carr) y podría haber sido culpable de secuestrar a su compañero de cuarto y matarlo, uno de los dos asesinatos de los que Milligan es sospechoso.

## Liberación
Milligan fue liberado en 1988 después de una década en hospitales psiquiátricos. El 1 de agosto de 1991, fue dado de alta del sistema de salud mental de Ohio y de los tribunales de Ohio. En 1996, vivía en California, donde era dueño de Stormy Life Productions e iba a hacer un cortometraje (que aparentemente nunca se hizo). Su ubicación, a partir de entonces, permaneció durante mucho tiempo desconocida, sus antiguos conocidos habían perdido el contacto con él.

## Muerte
Milligan murió de cáncer en un hogar de ancianos en Columbus, Ohio, el 12 de diciembre de 2014. Tenía 59 años.

## En la cultura popular

### Libros
Daniel Keyes fue autor de una novela biográfica de no ficción llamada The Minds of Billy Milligan (1981). Su libro de seguimiento, The Milligan Wars, se publicó en Japón en 1994, en Taiwán en 2000, en Francia en 2009, en Ucrania en 2018, pero no en los Estados Unidos; primero debido a la demanda en curso de Milligan contra el estado de Ohio por el trato supuestamente inadecuado que recibió en las instalaciones de Ohio, y luego por el deseo de vincular su lanzamiento a una película en desarrollo.

### Película
Hollywood había hecho varios intentos para adaptar el libro de Keyes. A principios de la década de 1990, James Cameron coescribió un guion con Todd Graff para una versión cinematográfica que iba a dirigir, titulada A Crowded Room. Esta adaptación nunca se concretó porque el titular de los derechos de adaptación, Sandy Arcara, demandó a Cameron, exigiendo que "su salario debería aumentarse de $ 250,000 a $1,5 millones". Viendo el proyecto estancado, Milligan también demandó a Cameron en 1993.
Después de que Cameron dejó el proyecto, Warner Bros. continuó desarrollando el ahora ligeramente retitulado The Crowded Room, con los directores Joel Schumacher y David Fincher adjuntos en varios puntos. Los actores cortejados para el papel de Milligan incluyeron a Matthew McConaughey, Johnny Depp, Brad Pitt, Sean Penn y John Cusack.[cita requerida] En febrero de 2015, se confirmó que Leonardo DiCaprio protagonizaría a Milligan, y Jason Smilovic estaba listo para escribir el guion.

### Televisión
En 2021, se anunció que The Crowded Room se adaptaría como una serie de televisión de diez episodios, protagonizada por Tom Holland, en lugar del proyecto no realizado de DiCaprio.
En 2021, Netflix lanzó un documental de cuatro partes titulado Monstruos internos: Las 24 caras de Billy Milligan. La serie fue dirigida por Olivier Megaton. La docuserie menciona que Milligan le había confesado ser un asesino a su sobrina antes de su fallecimiento y lo vincula con dos asesinatos sin resolver. Presenta entrevistas en video con varias personas relacionadas con el caso y grabaciones en cinta de sus sesiones psiquiátricas.